# Karin Michaëlis
Karin Michaëlis (Randers, 20 de Março de 1872 – Copenhaga, 11 de Janeiro de 1950) foi uma escritora dinamarquesa. Ela é mais conhecida por seus romances, contos e livros infantis. Ao longo de 50 anos, Karin Michaëlis escreveu mais de 50 livros em dinamarquês, alemão e inglês. Suas obras foram traduzidas para mais de 23 idiomas a partir do dinamarquês original.
O romance mais famoso de Michaëlis, The Dangerous Age (em dinamarquês: Den farlige Alder), tem sido defendido como um trabalho inovador sobre os direitos das mulheres. Desde então, foi adaptado para o cinema várias vezes.